# Karlavagnen (radioprogram)
Karlavagnen är ett radioprogram som sänds över hela Sverige i SR P4 på vardagskvällar och söndagar mellan kl. 21:40 och midnatt.

## Programformat
Programmet består i att lyssnarna ringer in till programmet för att samtala med programledaren i direktsändning. Vanligen har redaktionen ett förbestämt ämne för kvällen, men ibland är ordet fritt. Programmet sänds från olika studior i Sverige med olika programledare. De första programledarna var Lisa Syrén och Bengt Grafström. Programledarna har därefter varierat. Programmet brukar skifta programledare efter veckodag. Enligt programmets egna uppgifter har Karlavagnen i genomsnitt nästan en halv miljon lyssnare per kväll.
En kväll i veckan brukade programmet gästspelas av Alltinget. Alltinget är ett kunskapsprogram som Lasse Swahn utvecklat och varit programledare för sedan starten 1998. Där får lyssnarna höra av sig och ställa frågor som besvaras av en expertpanel från Göteborgs universitet och Chalmers tekniska högskola. Programmet Alltinget sändes normalt i P4 Göteborg.
På måndagar välkomnas också lyssnare att ringa in och samtala på finska.
Karlavagnens första sändning ägde rum 18 januari 1993.

## Nuvarande programledare
- Måndagar: Hanna Sihlman / Susanna Alakoski, Uppsala/SR Finska
- Tisdagar: Sarit Monastyrski, Göteborg (jämna veckor); Olof Wretling, Karlstad (ojämna veckor)
- Onsdagar: Christian Olsson, Göteborg
- Torsdagar: Annika Illmoni, Kalmar
- Fredagar: Magnus Broni, Stockholm (jämna veckor ); Gerhard Stenlund, Umeå (ojämna veckor)
- Söndagar: Li Skarin, Piteå

## Tidigare programledare
- Marcus Birro
- Ragnar Dahlberg
- Christer Engqvist
- Bengt Grafström
- Ebba Granath
- Lennart Gårdinger
- Leif Hedegärd
- Pekka Heino
- Kjell Peder Johanson
- Anja Kontor
- Pekka Kenttälä
- Marjaana Kytö
- Monica Ledberg
- Johanna Linder
- Ylva Nilsson
- Lena Nordlund
- Bosse Pettersson
- Lasse Swahn
- Lisa Syrén
- Tomas Tengby
- Linda Thulin
- Lisa Tilling
- Fredrik Virtanen
- Peter Wahlbeck
- Stina Wollter
- Mika Olavi
- Kim Kärnfalk
- Soili Huokuna
- Johan Signert
- Susanna Dzamic
- Lars Svan
- Nadia Jebril
- Farah Abadi
- Mona Wahlund
- Pia Hererra
- Sanna Lundell
- Pamela Taivassalo
- Jacke Sjödin